# Behram
Behram ist ein türkischer männlicher Vorname persischer (siehe Verethragna) Herkunft (vgl. Bahram V.), der auch als Familienname auftritt.

## Namensträger

### Vorname
- Behram Kurşunoğlu (1922–2003), türkischer Physiker
- Behram Zülaloğlu (* 1982), türkischer Fußballspieler

### Familienname
- Nihat Behram (* 1946), türkischer Journalist kurdischer Abstammung, Filmproduzent und Autor
- Tunç Murat Behram (* 1990), türkischer Fußballspieler
- Hilde Holger-Behram; siehe Hilde Holger